# 形式发票
形式发票（Proforma Invoice）是一份写有所销售货物名称、规格、单价等信息的非正式的参考性发票。简称PI。
它是应进口商的要求，由出口商开出的。顾名思义，形式发票不是正式发票，没有任何约束力。而商业发票则是出口商开给进口商的用经收货记账并支付货款和报关的正式发票。
Performa Invoice 台灣官名稱為 [預估發票]，[形式發票]為中國官方名稱。